# Línea de Feldkirch-Buchs
La línea de Feldkirch-Buchs es un ferrocarril de una vía que conecta a Austria y Suiza atravesando Liechtenstein. Operado por la compañía Österreichische Bundesbahnen (ÖBB), es la única línea ferroviaria de Liechtenstein.

## Datos
Comenzó a operar en 1872, durante el período de apertura del ferrocarril de Vorarlberg y fue electrificada en 1926. Es abastecido por servicios anexos de buses y trenes regionales, así como conexiones con líneas internacionales (EuroCity, InterCity, and Railjets) que no tienen paradas entre Feldkirch y Buchs.
En junio de 2008, el cantón de San Galo, el estado de Vorarlberg y el principado de Liechtenstein firmaron un acuerdo para ampliar la red y soportar más tráfico. El proyecto "S-Bahn FL.A.CH", debería estar finalizado en el año 2015, con un costo de 50 millones de euros.

## Estaciones
| Estación             | Dist. (km) | Vías | Ubicación                                     | País          |
| -------------------- | ---------- | ---- | --------------------------------------------- | ------------- |
| Feldkirch            | 0.00       | 6    | Centro de Feldkirch                           | Austria       |
| Feldkirch-Altenstadt | 2.13       | 1    | Barrio de Altenstadt, Feldkirch               | Austria       |
| Feldkirch-Gisingen   | 3.59       | 1    | Barrio de Gisingen, Feldkirch                 | Austria       |
| Feldkirch-Tisis      | 7.28       | 1    | Barrio de Tisis, Feldkirch                    | Austria       |
| Schaanwald           | 9.38       | 1    | Schaanwald, municipio de Mauren               | Liechtenstein |
| Nendeln              | 11.47      | 2    | Nendeln, municipio de Eschen                  | Liechtenstein |
| Schaan Forst Hilti   | 14.12      | 1    | Norte de Schaan, cerca de la sede de Hilti AG | Liechtenstein |
| Schaan-Vaduz         | 15.87      | 2    | Schaan, a 3,5km de Vaduz                      | Liechtenstein |
| Buchs SG             | 18.52      | 5    | Centro de Buchs                               | Suiza         |

## Galería

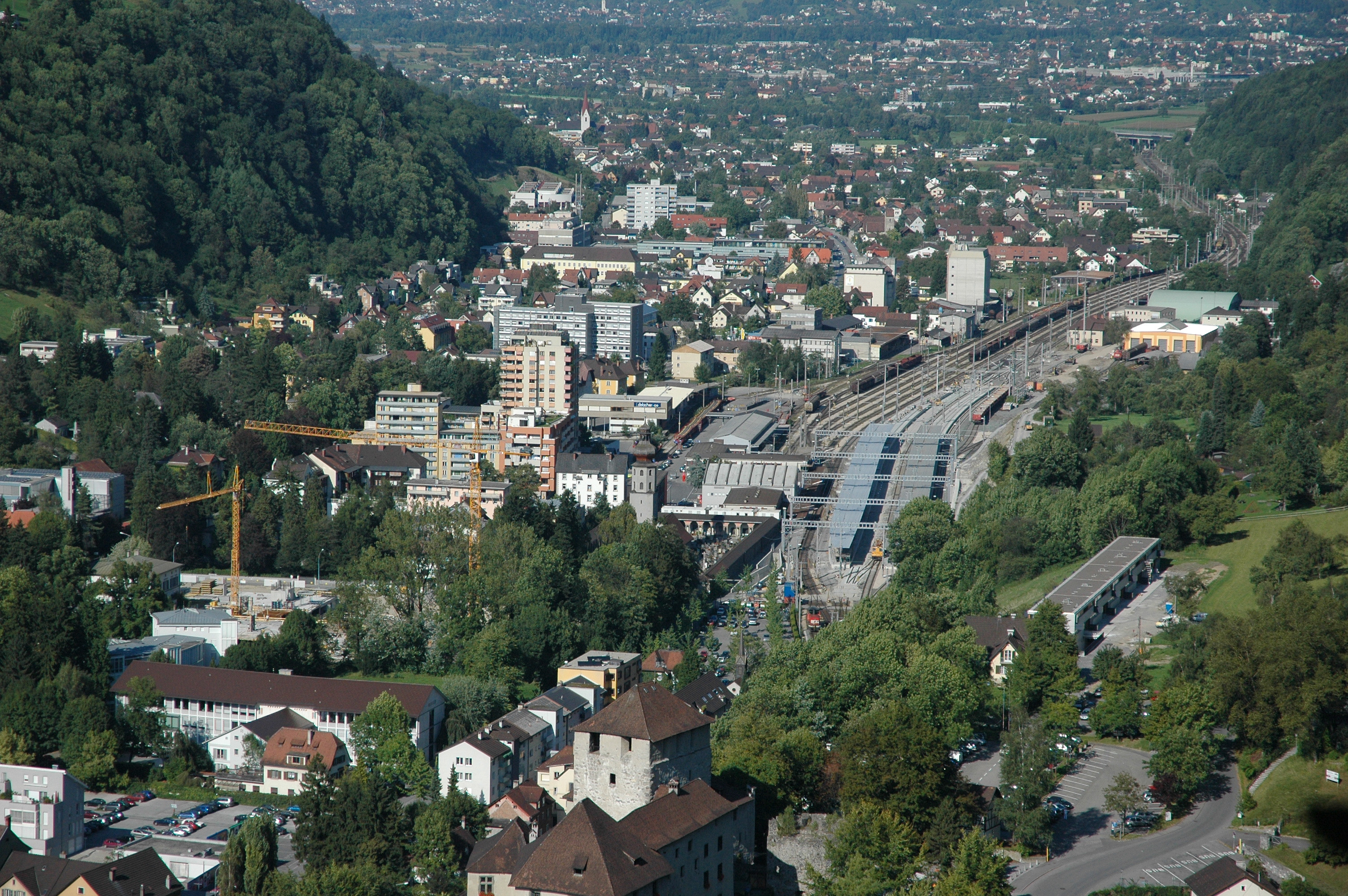
Vista del centro de Feldkirch y la estación
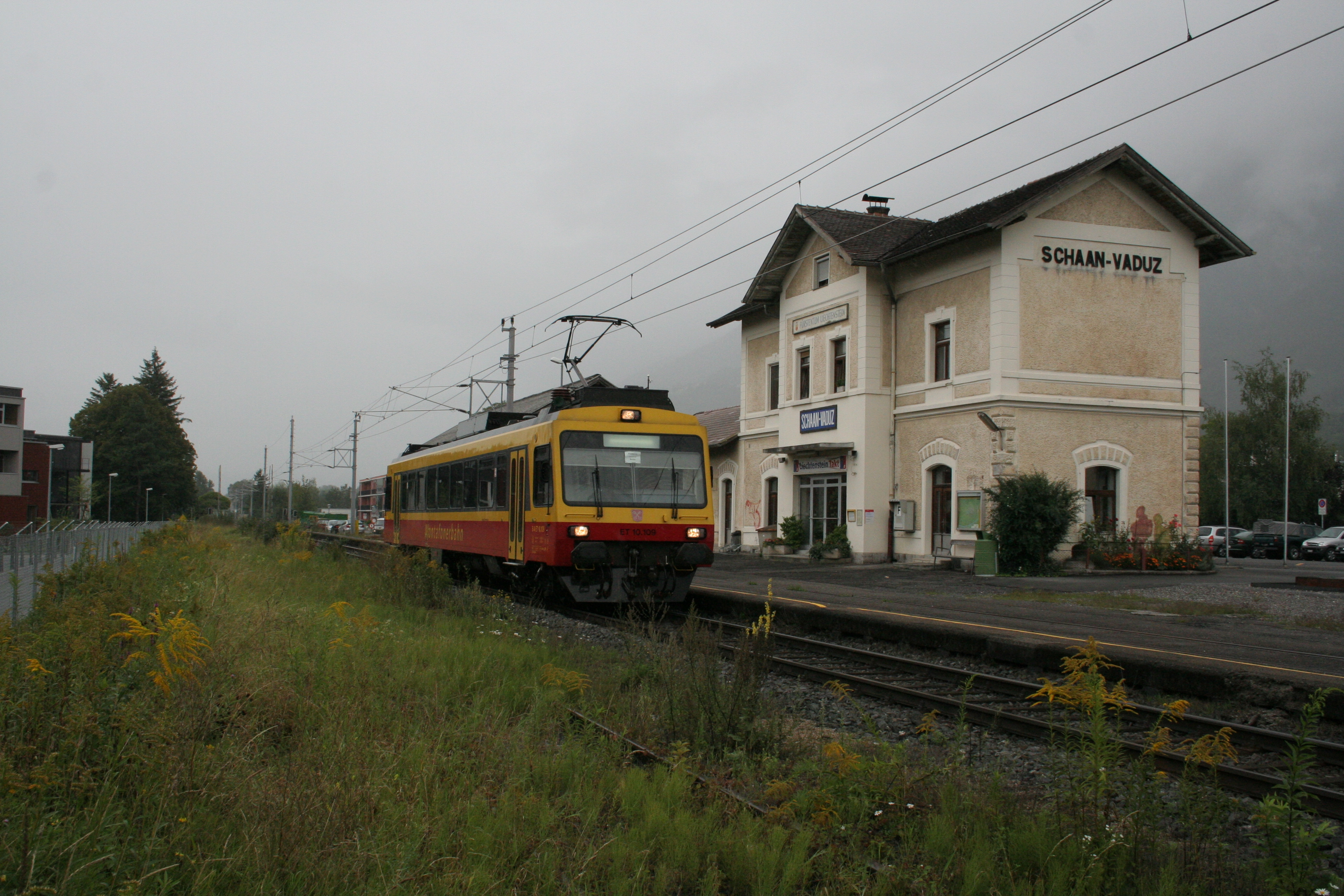
Estación de Schaan-Vaduz
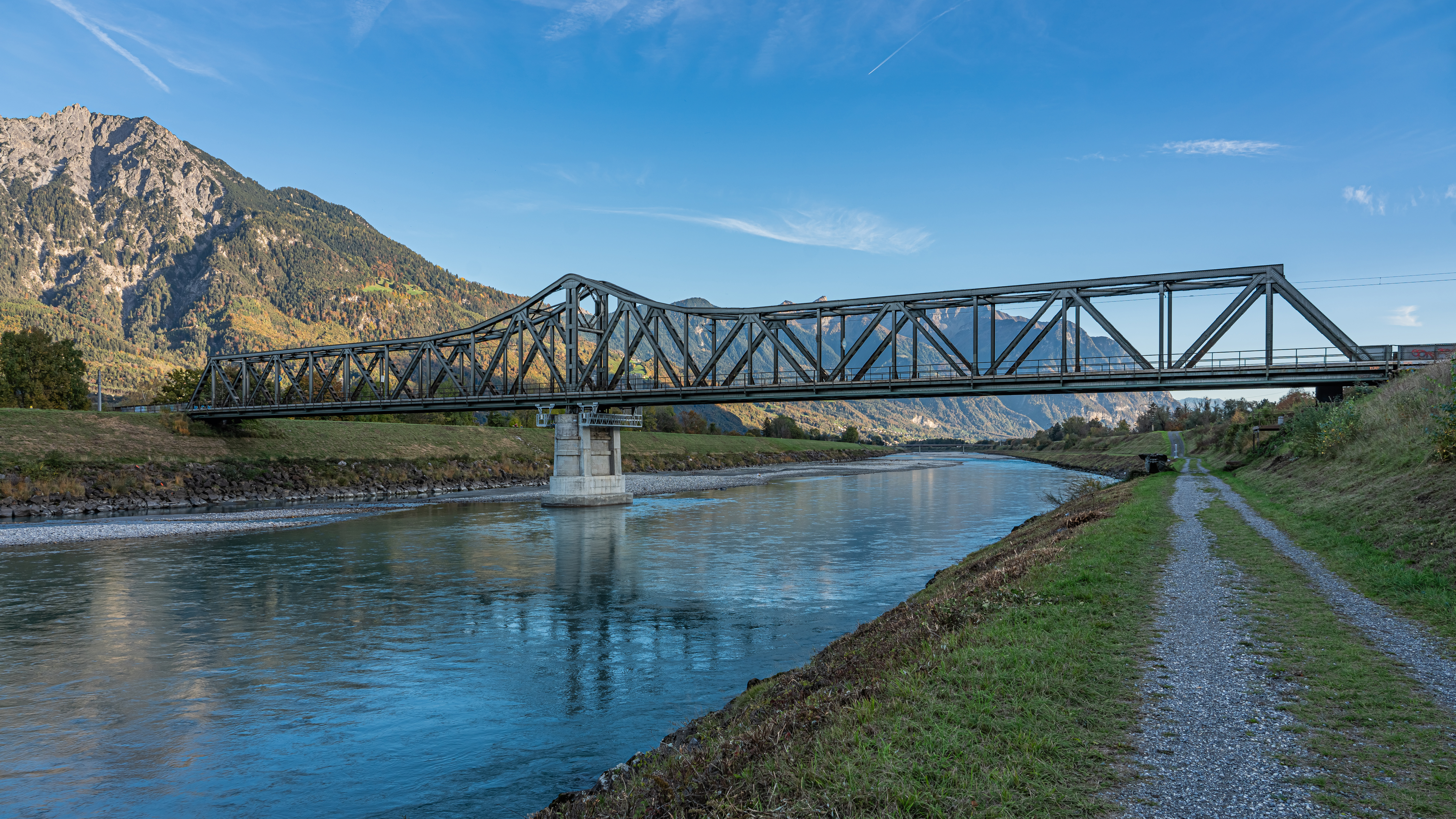
Puente sobre el Rin entre Suiza y Liechtenstein
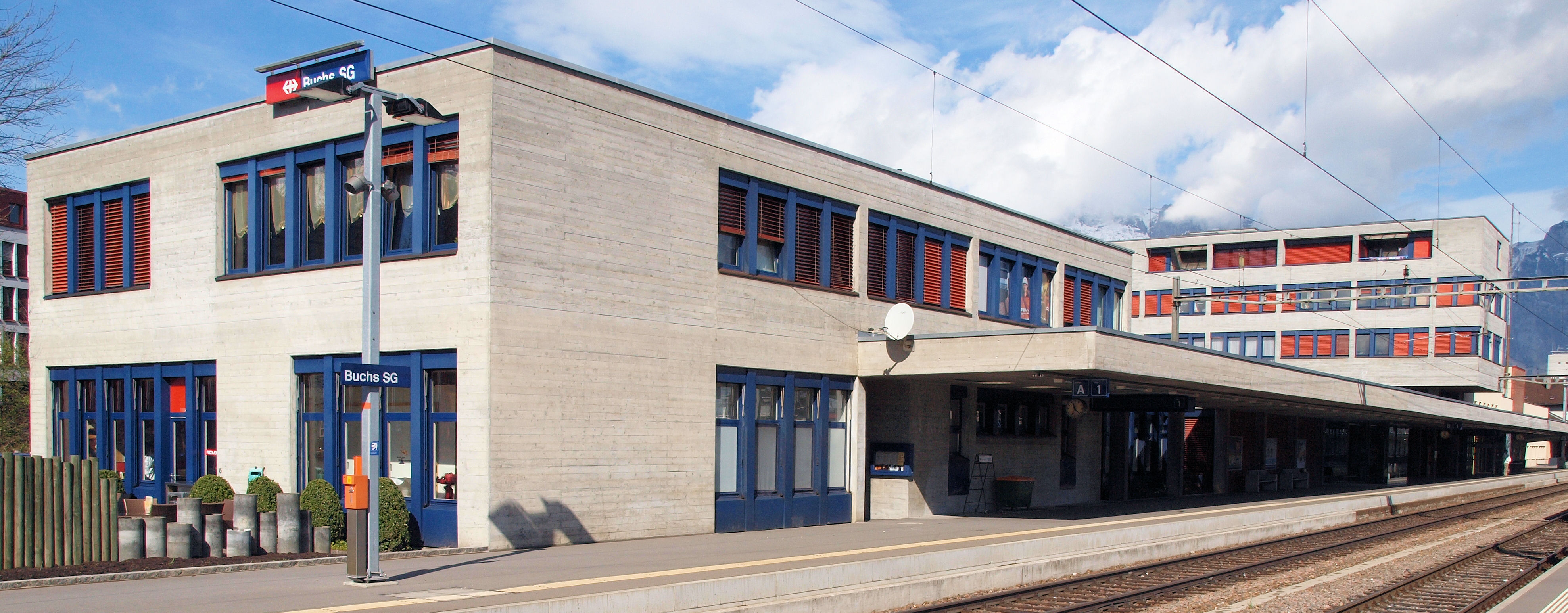
Estación de Buchs